# Bandiller
Bandiller (Ictonyx striatus) är ett mårddjur i underfamiljen Mustelinae. Ibland kallas djuret "zorilla" men detta svenska trivialnamn används även för arten tigeriller (Vormela peregusna). Bandillern liknar i utseende och beteende de amerikanska skunkarna men är närmare släkt med mårdar och vesslor. Dess närmsta släkting är nordafrikansk bandiller.

## Kännetecken
Djuret har en påfallande svart-vit mönstring på ovansidan som egentligen är kännetecknande för skunkar. Undersidan är svart. Även ansiktet är svart och har vita prickar på ännet och kinderna. Den yviga svansen är huvudsakligen vitaktig. Bandiller når en kroppslängd av 28 till 39 centimeter, en svanslängd av 20 till 30 centimeter och en vikt mellan 0,4 och 1,4 kilogram. Hannar är tydlig tyngre än honor.
Tandformeln är I 3/3 C 1/1 P 3/2-3 M 1/2.

## Utbredning och habitat
Arten förekommer i Afrika söder om Sahara. Utbredningsområdet sträcker sig från Mauretanien till Sudan och sydöstra Egypten samt söderut till Sydafrika. Den förekommer i flera olika habitat som savann, halvöknen och regnskog. Allt för täta skogar i Kongobäckenet undviks däremot. Bandillern lever i låglandet och i bergstrakter upp till 4 000 meter över havet.

## Levnadssätt
Bandiller är nästan uteslutande aktiv på natten. Som viloplatser använder den sprickor i berget, bon som lämnads av andra djur och ibland gräver den själv. Den vistas huvudsakligen på marken men har bra förmåga att simma och klättra i träd. Utanför parningstiden lever varje individ ensam.
När djuret känner sig hotat reser det sina hår och lyfter svansen. Om hotet fortsätter vänder sig djuret om och sprutar en illaluktande vätska från sina analkörtlar. Ibland spelar den död när en fiende närmar sig.

### Föda
Arten livnär sig huvudsakligen av kött. Den äter gnagare som möss, råttor och springharar, samt fåglar, ormar, ödlor och insekter. Ibland bryter den in i människans gårdar och hämtar tamhöns.

### Fortplantning
Efter dräktigheten som varar i cirka 36 dagar föder honan mellan september och december sina ungar. Det föds ett till tre ungdjur som i början är nakna och blinda. Efter ungefär 40 dagar öppnar de ögonen och efter cirka fyra månader sluter honan att ge di.

## Bandillern och människan
Som jägare av råttor och möss har dessa djur ett gott rykte trots att de ibland jagar höns. I vissa regioner har de hållits som husdjur men då har oftast deras analkörtlar opererats bort. Populationen är jämförelsevis stor och arten listas inte som hotad.